# Boxmühle
Boxmühle ist ein Ortsteil der Gemeinde Gleiritsch. 

## Geografie
Die Boxmühle liegt in der Region Oberpfalz-Nord im nordöstlichen Teil des Landkreises Schwandorf an der Kreisstraße SAD 35. Die Ortschaft Lampenricht ist etwa einhundert Meter entfernt. Das Einzelgehöft Boxmühle gehört zur Gemeinde Gleiritsch. Am Mühlbach liegen die Neumühle, die Schnegelmühle und die Boxmühle. Der Mühlbach mündet westlich von Lampenricht in den bei Zeinried entspringenden Bach Gleiritsch. Gleich nach dem Zusammenfluss der beiden Bäche befand sich hier früher die  Sägmühle, eine Mühle und eine „Schneidsäge“.

## Geschichte
Die Wasserkraft des Mühlbachs diente jahrhundertelang als Antriebskraft für die Mühle der Boxmühle. Aufgrund sich wandelnder Landwirtschaft und dem Aufkommen von großen, kommerziellen Mühlenunternehmen, wurde der Betrieb der Mühle um 1965 eingestellt und das Mühlrad entfernt. 
Bei der Flurbereinigung in der Gemeinde Gleiritsch, mit der 1969 begonnen wurde, benötigte man größere Mengen Auffüllmaterial. Auf dem Gelände der Boxmühle erfolgte der Aushub eines Teils dieses Materials. Ein neuer Teich, der durch den Mühlbach gespeist wird, entstand dadurch. Gleichzeitig erfolgte der Einbau einer Turbine zur Stromerzeugung, die mit dem Wasser des neu entstandenen Teiches betrieben wird.
Heute befindet sich auf dem Gelände der Boxmühle ein Sägewerk, das ohne Wasserkraft arbeitet.

### Statistische Beschreibung (1840)
Grundsteuerkataster (1840)

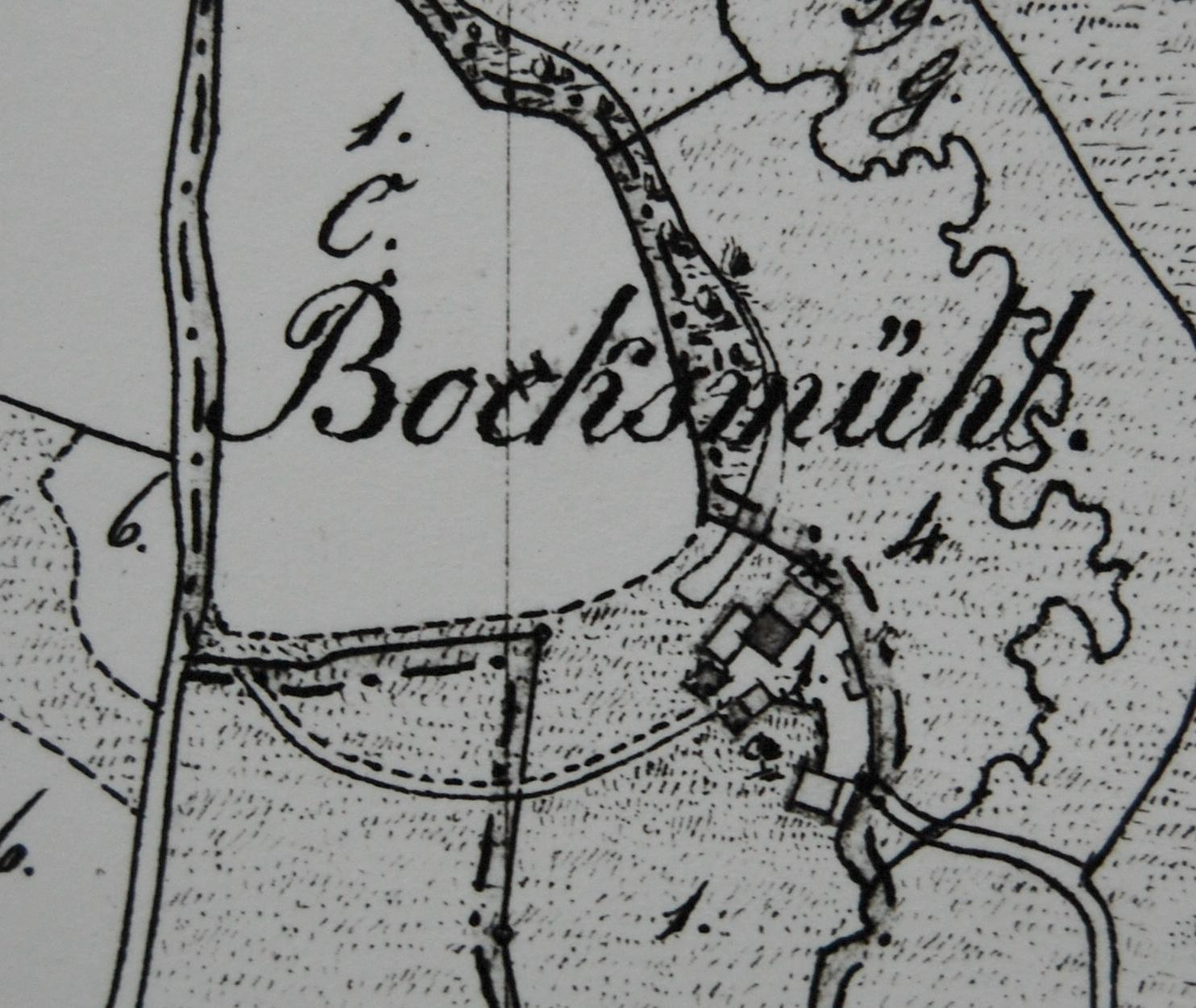
Uraufnahmeblatt

Hausnummer, Hausname, Besitzer im Jahre 1840.
Nr. 1, Bocksmühle, Leonhard Baierl
das 1/16 Boxenmühlgut mit der Müllerberechtigung – 
Wohnhaus und Mühle unter einem Dach, Schupfe, Schweinestall, Backofen, Stadel, Viehstall und Hofraum.
5 Tagwerk 54 Dezimal
Laut Brief vom 17. November 1840 vom Vater Paul Baierl um 1700 Gulden erkauft.

### Steuerdistrikt und Gemeindebildung
Das Königreich Bayern wurde 1808 in 15 Kreise eingeteilt. Diese Kreise wurden nach französischem Vorbild nach Flüssen benannt (Naabkreis, Regenkreis, Unterdonaukreis usw.). Die Kreise gliederten sich in Landgerichtsbezirke. Die Bezirke wiederum sollten in einzelne Gemeindegebiete eingeteilt werden. 
Im Jahre 1830 erfolgte eine Um- und Neugliederung der Gebietskörperschaften. Zur bestehenden Gemeinde  Bernhof kamen die Boxmühle, Heilinghäusl und Zieglhäuser hinzu. Die Kohlmühle wurde an die Gemeinde Gleiritsch angegliedert.

### Auflösung der Gemeinde Bernhof
Nach dem Ende des Zweiten Weltkrieges wollte die amerikanische Militärregierung eine teilweise Neuordnung der Kommunen. Die amerikanischen Besatzer ordneten die Auflösung kleinerer Gemeinden an. Bernhof befand sich auch darunter. So erfolgte im Jahre 1946 die Auflösung der eigenständigen Gemeinde Bernhof. Die Ortschaft Bernhof, die Boxmühle, die Weiler Heilinghäusl und Zieglhäuser wurden an die bereits bestehende Gemeinde Gleiritsch angegliedert. Oberpierlhof, das ebenfalls zur Gemeinde Bernhof gehörte, kam zur Gemeinde Trausnitz.

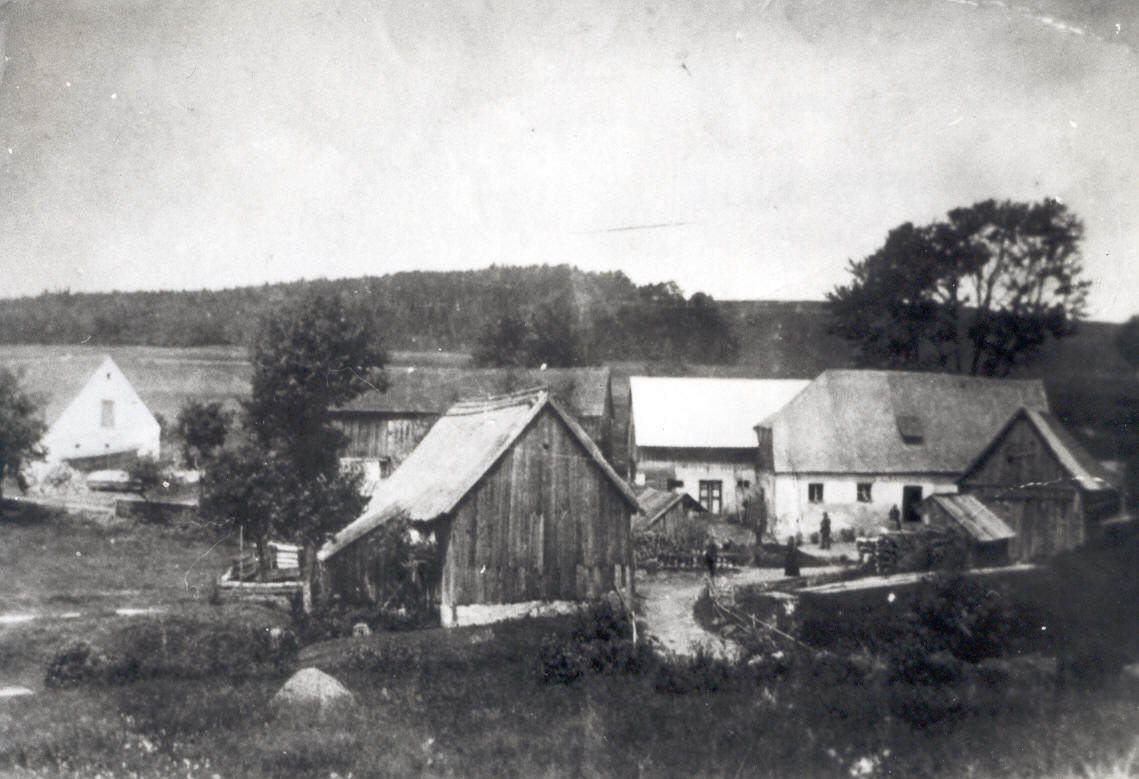
Boxmühle (1910)
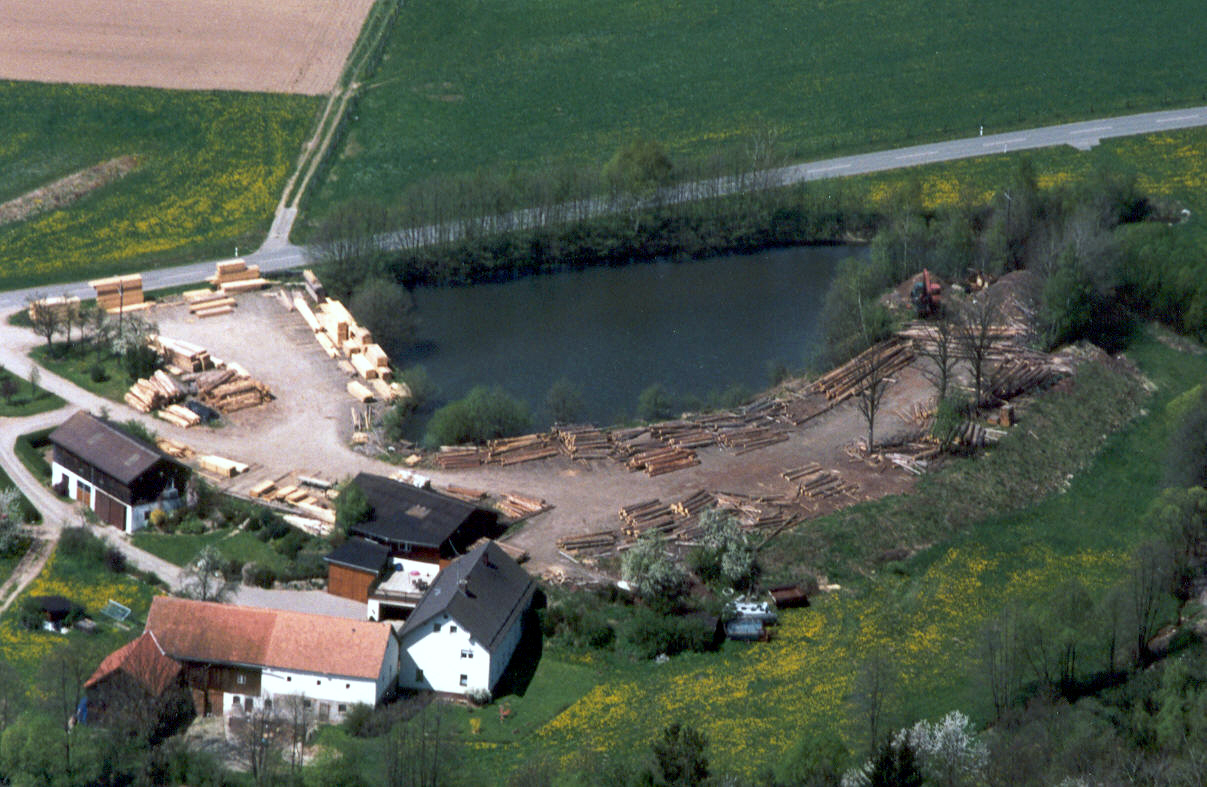
Boxmühle (1994)
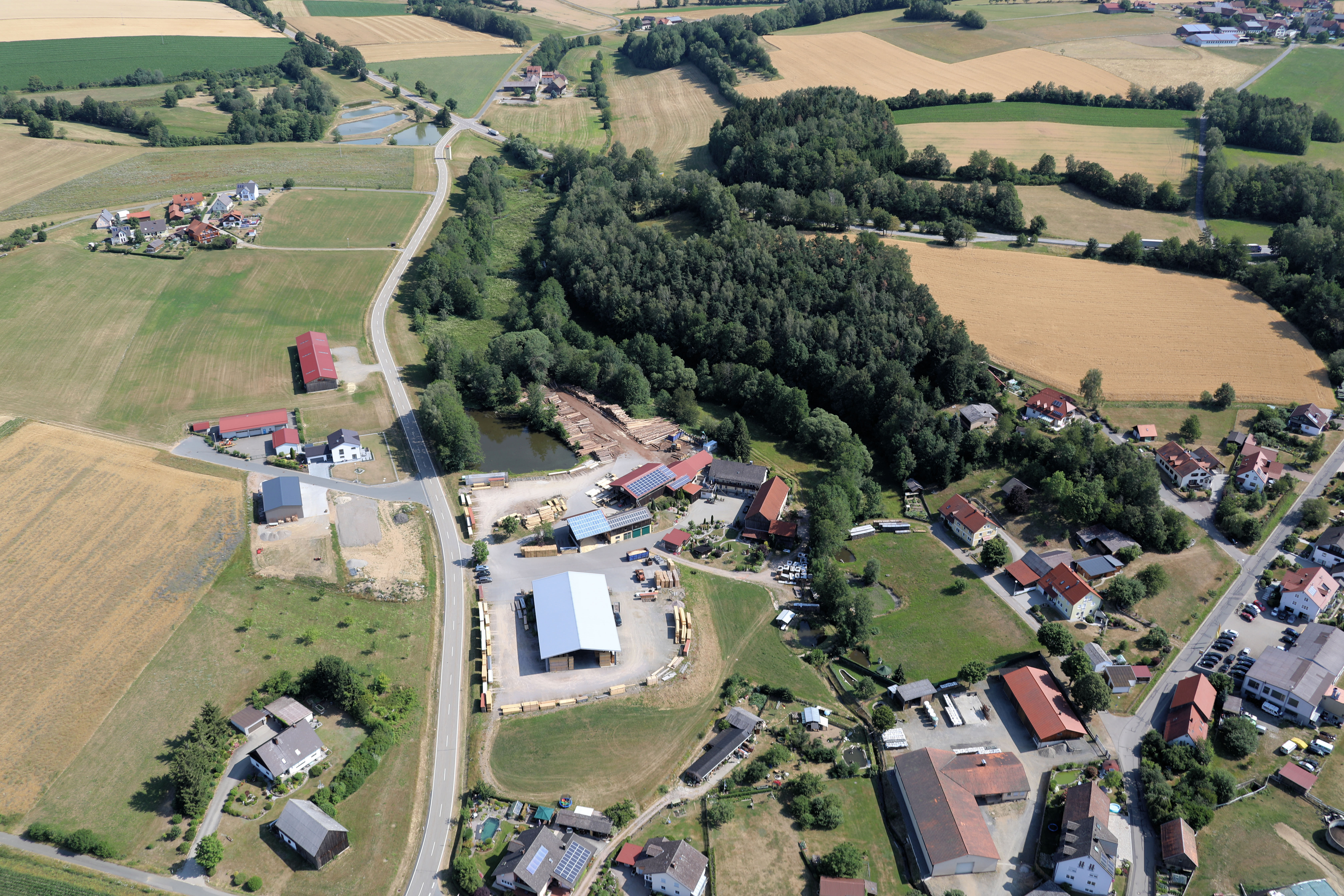
Boxmühle (2019)